# Ferreira do Zêzere (freguesia)
Ne doit pas être confondu avec la municipalité Ferreira do Zêzere.
Ferreira do Zêzere est une freguesia portugaise située dans le district de Santarém.
Avec une superficie de 34,99 km2 et une population de 2 156 habitants (2001), la paroisse possède une densité de 61,6 hab/km2.